# Eigil Söderin
Eigil Martin Ardnarsson Söderin, född 20 maj 1981 i Östersund, är en svensk journalist och författare. Han har sedan cirka 2009 granskat högerextremism och nominerats fem gånger till Guldspaden, ett pris som delas ut av Föreningen Grävande Journalister. 
Eigil Söderin har bland annat skrivit boken Rädda landet – Sverigedemokraterna och striden om verkligheten, som utkom på Forum 2024. Den handlar om SD:s hemliga trollfabrik, något som Eigil Söderin var först med att avslöja i Dagens ETC i september 2022.